# Asclepigênia (filha de Plutarco)
Asclepigênia (português brasileiro) ou Asclepigénia (português europeu) (em grego: Ἀσκληπιγένεια) foi uma filósofa neoplatônica grega de Atenas que esteve ativa no começo ou meados do século V. Era filha do filósofo Plutarco e obteve dele os conhecimentos dos caldeus que este havia aprendido com Nestório. Ela passou adiante estes conhecimentos quando lecionou na escola neoplatônica de sua cidade; Proclo foi seu aprendiz. Possivelmente era mãe de Arquíadas.

## Pensamento
Como filósofa pagã, tentou compreender e dominar o "segredo" dos princípios da metafísica, que controlava o universo. Relacionou os princípios da magia e dos milagres à sorte e aplicou seus conhecimentos de Platão e Aristóteles às grandes questões religiosas e metafísicas levantadas pela teoria ética cristã. Acreditava que o destino era potencialmente modificável se tivesse entendimento da magia, metafísica, cosmologia e teurgia. Ela tendeu mais para misticismo, magia, e contemplação dos mistérios da metafísica platônica e aristotélica.